# Hercules (film 1983)
Hercules è un film italiano del 1983, diretto da Luigi Cozzi. La musica è stata composta da Pino Donaggio.
Il film fu accolto molto negativamente dalla critica, ma ebbe un buon risultato commerciale, specialmente negli Stati Uniti, ed è diventato in seguito un cult.
Ne fu realizzato anche un sequel, Le avventure dell'incredibile Ercole, anche qui con protagonista Ferrigno, sempre scritto e diretto da Cozzi, distribuito nel 1985.

## Trama
All'inizio del tempo, dai frammenti del vaso di Pandora andato in pezzi ebbero origine i pianeti. Sotto l'occhio vigile di Zeus, e delle sue dee assistenti nonché figlie, tutto si svolgeva con calma e armonia. Ma Zeus procreò un figlio, mezzo uomo e mezzo dio, e lo chiamò Hercules. Infanzia sfortunata, pericoli a non finire messigli innanzi dall'invidiosa dea Era, guerra aperta dichiaratagli dal perfido re di Tera, Minosse, con la complicità di Dedalo alleata superpotente della maga Circe, portano l'eroe ad incontrare ostacoli, nemici e fatiche sovrumane, sui quali naturalmente trionfa con relativa facilità e disinvoltura. Riuscirà anche a liberare dalla condanna a morte l'innamorata Arianna, (suprema sua fatica ed impagabile sua ricompensa), dalle mani dell'empio Minosse, che, in nome della scienza, si oppone agli dei.

## Premi
Il film è stato candidato a cinque premi ai Razzie Awards 1983, aggiudicandosene due:
- Peggior attrice non protagonista - Sybil Danning (vittoria)
- Peggior esordiente - Lou Ferrigno (vittoria)
- Peggior film (nomina)
- Peggior sceneggiatura - Luigi Cozzi (nomina)
- Peggior attore protagonista - Lou Ferrigno (nomina)